# Hermafrodyta

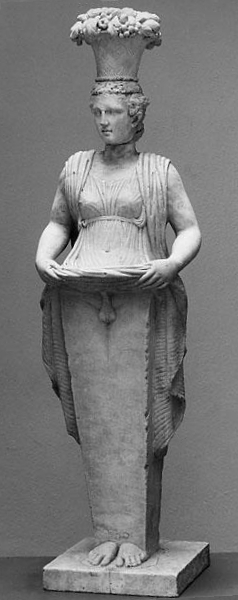
Hermafrodyt (grecka herma z Muzeum Narodowego w Sztokholmie)

Hermafrodyt, Hermafrodyta (gr. Ἑρμαφρόδιτος Hermaphróditos, łac. Hermaphroditus – obupłciowy) – w mitologii greckiej dwupłciowa postać, znana też jako bóstwo w sztuce i literaturze antycznej. 

## W mitologii
Według Metamorfoz (IV, 274–388) Owidiusza był pięknym  młodzieńcem, synem Hermesa i Afrodyty, urodzonym na górze Ida we Frygii i wychowanym przez tamtejsze najady. Podczas wędrówki wykąpał się w wodach źródła zamieszkałego przez nimfę Salmakis, w której wzbudził namiętne uczucie. Wobec braku wzajemności, porwała go źródła i połączyła się z nim w jedną istotę, po czym uprosiła bogów, by nigdy ich nie rozłączano. W ten sposób miało powstać ciało o cechach obu płci, a każdy kąpiący się w wodach tego jeziora miał stawać się obojnakiem. 

## W literaturze antycznej
Hermafrodyt często zaliczany jest do orszaku Erotów towarzyszących Afrodycie. Teofrast wzmiankujący o nim w swym zbiorze postaci charakterystycznych, wywodzi to miano wprost od pojęcia hermy w powiązaniu z Afrodytą, co pośrednio dowodzi istnienia ówcześnie takich rzeźbionych wyobrażeń (Charaktery XVII). Diodor Sycylijski pisząc o jego pochodzeniu i charakterze, podaje, że przez niektórych uważany za boga pojawiającego się czasem wśród ludzi, przez innych jest uznawany jako stworzenie dwupłciowe za „potworność”, w dodatku z darem przepowiadania przyszłości dobrej i złej (Biblioteka historyczna, IV 6,5). Do jego cech i charakteru nawiązują też wspominający Hermafrodyta w swych satyrycznych utworach Lukian z Samosat (Rozmowy bogów, XXIII [Apollo i Dionizos]) oraz Auzoniusz (Epigramy na różne tematy, CII-CIII).
Angielski renesansowy poeta i dramaturg Francis Beaumont napisał oparty na wersji Owidiusza poemat Salmacis and Hermaphroditus (1602). 

## W sztuce klasycznej
Uważany jest za postać pochodzenia orientalnego, która pojawiła się początkowo na Cyprze, później w Grecji, lecz pod względem kultowym nie miała tam znaczenia, choć często występowała w orszaku Dionizosa. Popularność w sztuce zyskał dopiero w okresie hellenistycznym, kiedy m.in. powstała rzeźba Poliklesa z Aten, przedstawiająca Śpiącego Hermafrodytę, powtarzana później w licznych kopiach (np. w paryskim Luwrze), a wspomniana w dziele Pliniusza (Historia naturalna, XXIV 19,20). Przyjmuje się, że mogła ona stanowić inspirację i wzorzec dla kompozycji XVII-wiecznego obrazu Wenus z lustrem Diego Velázqueza, który zapoznał się z tą antyczną rzeźbą w ówczesnej kolekcji książąt Borghese, a jej odlew wysłał do Madrytu. 